# Cecilioides eulima
Cecilioides eulima е вид коремоного от семейство Ferussaciidae. Видът е критично застрашен от изчезване.

## Разпространение
Разпространен е в Португалия (Мадейра).